# Agelaeopsylla papuanae
Agelaeopsylla papuanae är en insektsart som beskrevs av Taylor 1990. Agelaeopsylla papuanae ingår i släktet Agelaeopsylla och familjen rundbladloppor. Inga underarter finns listade i Catalogue of Life.